# Нижні Карамали (Єрмекеєвський район)
Нижні Карамали́ (рос. Нижние Карамалы, башк. Түбәнге Ҡарамалы) — село у складі Єрмекеєвського району Башкортостану, Росія. Входить до складу Середньокарамалинської сільської ради.
Населення — 336 осіб (2010; 391 в 2002).
Національний склад:
- башкири — 79 %